# Maxillaria caloglossa
Maxillaria caloglossa är en orkidéart som beskrevs av Heinrich Gustav Reichenbach. Maxillaria caloglossa ingår i släktet Maxillaria och familjen orkidéer.
Artens utbredningsområde är Colombia. Inga underarter finns listade i Catalogue of Life.